# Blavet Bellevue Océan Communauté
Blavet Bellevue Océan Communauté, siglé BBO Communauté, est une communauté de communes française, située dans le département du Morbihan, en région Bretagne. À l'origine Communauté de Communes de Bellevue, elle est dénommée Communauté de communes Blavet Bellevue Océan (CCBBO) entre 2002 et 2022.

## Histoire

### CC Bellevue
Le premier rapprochement entre les communes date de janvier 1990, lorsque les communes de Merlevenez, Nostang et Sainte-Hélène s'unissent au sein d'un syndicat, le SIVU de Bellevue, illustré par la création de la zone d'activités située au lieu-dit éponyme, au carrefour des trois communes. En mai 1992, cette union devient le SIVOM de Bellevue dans le but d'élargir ses compétences avec notamment la construction de la salle omnisports intercommunale située dans cette même zone. À la suite de la loi du 6 février 1992 qui autorise les communes à se rapprocher en intercommunalité pour mutualiser certaines compétences, les élus des trois communes engagent le processus. L'arrêté préfectoral décrétant la création de la communauté de communes est signé le 8 décembre 1993 ; la Communauté de Communes de Bellevue est née. C'est alors l'une des premières intercommunalités en France, la deuxième du département.

### CC Blavet Bellevue Océan
Dès 1999, trois autres communes montrent leur intérêt pour intégrer l'intercommunalité, alors que la communauté d’agglomération du Pays de Lorient étend son territoire. Les communes de Kervignac, de Locmiquélic et de Plouhinec se rapprochent mais ce projet n'est pas validé par la commission départementale de coopération intercommunale en raison de la non-pertinence du territoire et de la non-conformité des statuts. Après différentes réflexions, tandis que le nouveau conseil de Locmiquélic choisi d'intégrer Cap l’Orient en 2001, la Communauté de communes de Blavet Bellevue Océan est créée par arrêté préfectoral le 1er janvier 2002. Elle correspond à l'élargissement du périmètre de la Communauté de communes de Bellevue pour former une intercommunalité composée de 14 800 habitants.
En 2007, la Communauté de communes Blavet Bellevue Océan est l’un des signataires de la « Charte de développement du Pays de Lorient », aux côtés de Lorient Agglomération et de Quimperlé Communauté. Ayant initialement son siège à la mairie de Merlevenez, elle inaugure sa maison intercommunale en 2008.

### Blavet Bellevue Océan Communauté
En février 2022, les élus décident de donner une nouvelle appellation Blavet Bellevue Océan Communauté dans le but de simplifier le nom, à travers une campagne de communication faisant suite à une étude montrant une difficulté de compréhension pour le grand public.

## Identité visuelle

Logo entre 2002 et 2012
Logo entre 2012 et 2022
Logo depuis 2022

## Territoire communautaire

### Géographie
Située dans l'ouest du département du Morbihan, la communauté de communes de Blavet Bellevue Océan regroupe cinq communes et s'étend sur 116,6 km2.

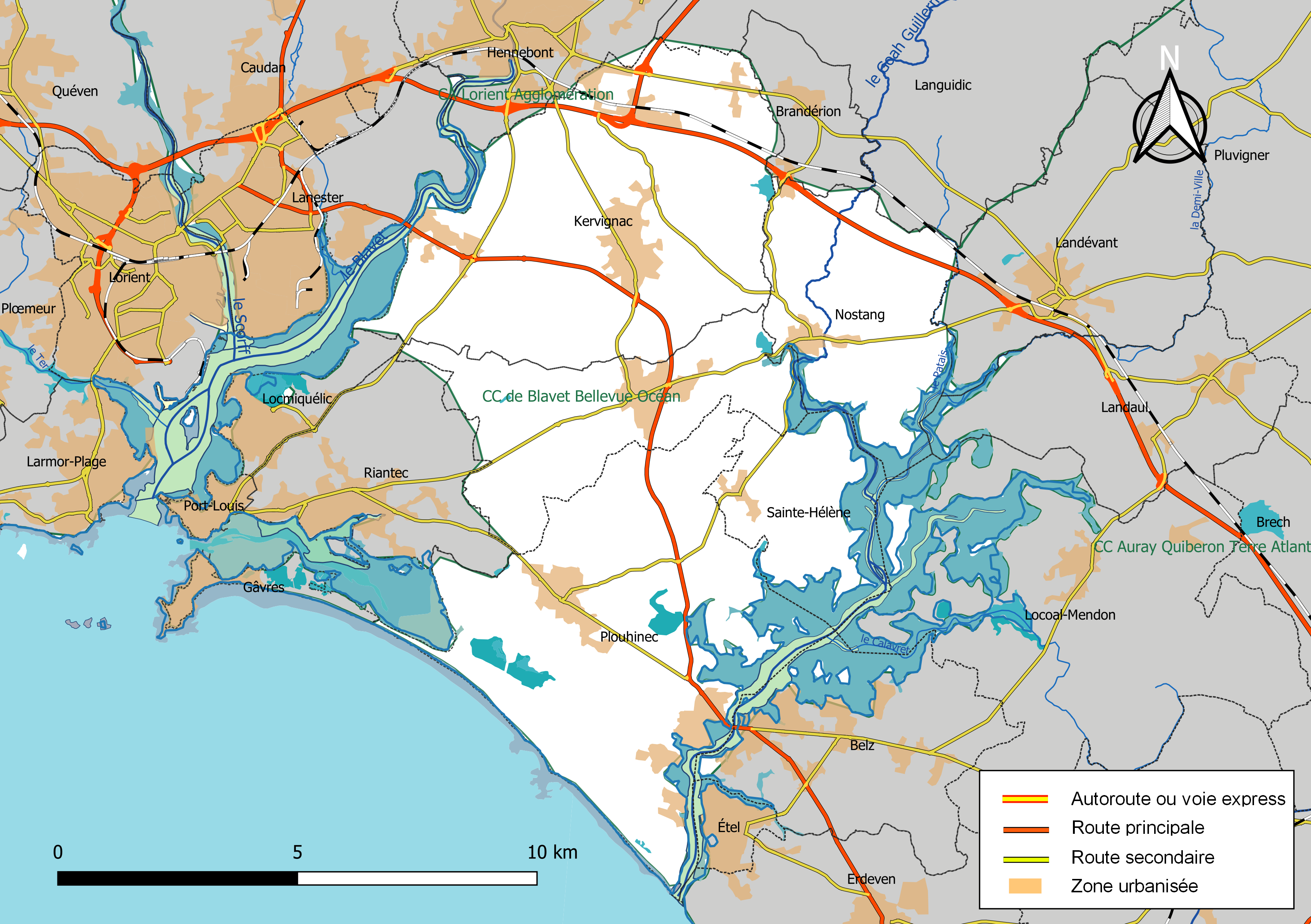
Carte de la communauté de communes de Blavet Bellevue Océan.

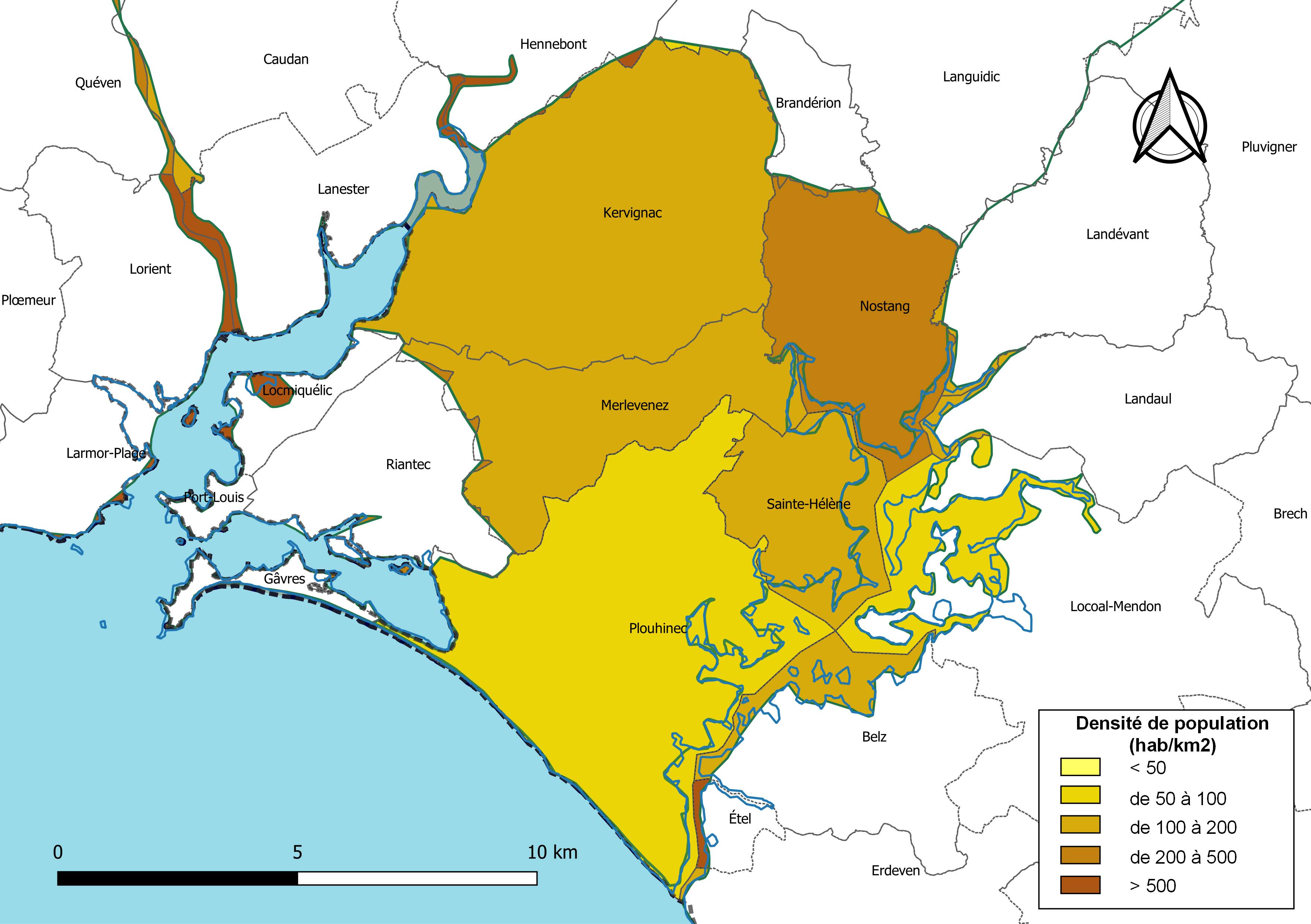
Carte des densités de population des communes de BBO Communauté au 1er janvier 2019.

|  |  |

### Composition
La communauté de communes est composée des cinq communes suivantes :

| Nom                | Code Insee | Gentilé        | Superficie (km2) | Population (dernière pop. légale) | Densité (hab./km2) |
| ------------------ | ---------- | -------------- | ---------------- | --------------------------------- | ------------------ |
| Merlevenez (siège) | 56130      | Merleveneziens | 17,67            | 3 191 (2022)                      | 181                |
| Kervignac          | 56094      | Kervignacois   | 39,56            | 7 085 (2022)                      | 179                |
| Nostang            | 56148      | Nostangais     | 15,71            | 1 650 (2022)                      | 105                |
| Plouhinec          | 56169      | Plouhinecois   | 35,58            | 5 343 (2022)                      | 150                |
| Sainte-Hélène      | 56220      | Hélénois       | 8,08             | 1 298 (2022)                      | 161                |

## Présidents
| Période                                  | Période         | Identité         | Étiquette | Qualité                          |
| ---------------------------------------- | --------------- | ---------------- | --------- | -------------------------------- |
| Les données manquantes sont à compléter. |                 |                  |           |                                  |
| 1993                                     | 1er juin 2013   | Fortuné Le Calvé | SE        | Maire de Merlevenez              |
| 1er juin 2013                            | 19 juillet 2013 | Emmanuel Giquel  | SE        | Maire de Sainte-Hélène (intérim) |
| 19 juillet 2013                          | 16 juillet 2020 | Jacques Le Ludec | DVD       | Maire de Kervignac               |
| 16 juillet 2020                          | En cours        | Sophie Le Chat   | DVD       | Maire de Plouhinec               |

## Fonctionnement
Blavet Bellevue Océan Communauté est gérée par un conseil communautaire, qui se réunit en moyenne tous les deux mois, composé de 27 membres représentant chacune des communes membres et élus pour une durée de six ans. Ils sont répartis comme suit :
| Commune       | Représentation       | Représentation | Représentation | Représentation   | Représentation |
| Commune       | Maire élu            | Étiquette      | Étiquette      | Nombre de sièges |                |
| ------------- | -------------------- | -------------- | -------------- | ---------------- | -------------- |
| Kervignac     | Élodie Le Floch      |                | SE             | 10               |                |
| Merlevenez    | Bruno le Bosser      |                | SE             | 5                |                |
| Nostang       | Jean-Pierre Gourden  |                | SE             | 2                |                |
| Plouhinec     | Sophie Le Chat       |                | DIV            | 2                |                |
| Sainte-Hélène | Jean-Yves Croguennec |                | SE             | 8                |                |

Le Bureau Communautaire, qui se compose de la Présidente et de six vice-Présidents, prépare l’ordre du jour des réunions du Conseil Communautaire.
Les questions et sujets soumis au conseil communautaire sont examinés au sein de commissions qui sont au nombre de onze :
- Commission Appel d'offres
- Commission Personnel
- Commission Finances
- Commission Services à la population
- Commission Gestion et prévention des déchets
- Commission Service public d'assainissement non-collectif (SPANC)
- Commission Développement économique
- Commission Emploi et transition professionnelle
- Commission Tourisme et événementiel
- Commission Aménagement et mobilités
- Commission Communication

## Compétences
Les différentes compétences de la communauté de communes sont les suivantes :
- Aménagement du territoire
  - Transports publics
  - Aménagement numérique
  - Instruction du droit des sols
- Économie
  - Aide à l’emploi
  - Chantiers d’insertion
  - Ateliers de travaux et d’entraide
  - Développement touristique
- Vie pratique
  - Police municipale intercommunale
  - Aires d’accueil des gens du voyage
- Aide à domicile
- Culture
  - Soutien aux événements culturels
  - Sport
  - Animations numériques
- Environnement
  - Économie circulaire
  - Déchets
  - Assainissement non collectif

## Dates clés
- 1993 : Création de la communauté de communes de Bellevue.
- 1994 : Inauguration de la salle omnisports de Bellevue.
- 2002 : Élargissement à cinq communes et nouveau nom : Communauté des Communes Blavet Bellevue Océan.
- 2008 : Inauguration de la maison intercommunale (siège) au Parc d’Activités de Bellevue à Merlevenez.
- 2009 : Installation de la police municipale intercommunale
- 2009 : Création de deux aires d’accueil pour les gens du voyage à Kervignac et à Plouhinec .
- 2015 : Labellisation « Territoire Zéro Déchet Zéro Gaspillage »[13]